# Anna van Oostenrijk (1601-1666)
Anna van Oostenrijk (Valladolid, 22 september 1601 – Parijs, 20 januari 1666), een dochter van koning Filips III van Spanje uit het huis Habsburg, was koningin van Frankrijk van 1615 tot 1643 en van Navarra van 1615 tot 1620. Als titels droeg zij van bij de geboorte Infante van Spanje, Infante van Portugal, Aartshertogin van Oostenrijk, prinses van Bourgondië en prinses van de Nederlanden.
Zij was in 1615 gehuwd met koning Lodewijk XIII van Frankrijk, die de feitelijke regering in handen liet van kardinaal de Richelieu. Zij voerde oppositie tegen diens anti-Habsburgse politiek en werd ervan beschuldigd tegen hem te intrigeren en heimelijk te corresponderen met haar broer koning Filips IV van Spanje.
Zij schonk in 1638, dus pas na 23 jaar huwelijk, het leven aan de kroonprins Lodewijk, voor wie zij na de dood van haar echtgenoot van 1643 tot 1651 het regentschap waarnam. Hierbij steunde zij volledig op kardinaal Mazarin, de sluwste van alle hovelingen, wiens Italiaanse afkomst niet altijd in zijn voordeel werkte en met wie zij, eenzaam en als Spaanse gewantrouwd aan het hof, vertrouwelijk bleef omgaan. De politiek van Mazarin leidde tot onvrede en tot de opstand van de Fronde. Mazarin kreeg ook grote invloed op de opvoeding van kroonprins Lodewijk. In 1651 verklaarde zij de 13-jarige Lodewijk meerderjarig, maar nog tot Mazarins dood in 1661 behield zij grote invloed op hem en zijn beleid. Daarna trok zij zich terug in het klooster van Val-de-Grâce in Parijs.

## Kinderen
In 1615 trouwde Anna met de toen nog jonge koning Lodewijk XIII. Ze kregen twee kinderen:
1. Lodewijk van Frankrijk (Lodewijk XIV) (5 september 1638 - 1 september 1715), koning van Frankrijk, huwde met Maria Theresia van Oostenrijk.
2. Filips van Frankrijk, hertog van Orléans (21 september 1640 - 8 juni 1701), hertog van Orléans, huwde (1) Henriëtta van Engeland (1661); (2) Elisabeth Charlotte van de Palts (1671).

## Dood
De koningin-moeder ontwikkelde in haar voorlaatste levensjaar borstkanker. In de lente van 1665 was haar toestand zo slecht dat ze haar testament dicteerde. Op verzoek van Lodewijk XIV zonden de Staten-Generaal van de Nederlanden de befaamde chirurgijn Arnold Fey naar het Franse Hof. Uit haar linkerborst werd een groot abces verwijderd. Lodewijk moest machteloos toezien hoe zijn moeder de zware ingrepen onderging. Niettemin bezweek ze in het Louvre na een lang en pijnlijk proces aan de uitgezaaide borstkanker. De koning die zo getraumatiseerd was door de dood van zijn moeder, viel flauw aan haar sponde. Haar dood had een grote impact op de visie van deze ziekte.

## Varia
- Zij is de Franse koningin die in de roman De drie musketiers van Alexandre Dumas optreedt als een van de sleutelfiguren.
- Anna van Oostenrijk wordt weleens verward met keizerin Anna, die in Wenen opdracht gaf voor het bouwen van een grafkelder (Kapuzinergruft).

## Kwartierstaat (voorouders)
| Keizer Karel V (1500-1558)      | Keizer Karel V (1500-1558)      | Keizer Karel V (1500-1558)      | Keizer Karel V (1500-1558)      | Keizer Karel V (1500-1558)       | Keizer Karel V (1500-1558)       | Isabella van Portugal (1503-1539) | Isabella van Portugal (1503-1539) | Isabella van Portugal (1503-1539) | Isabella van Portugal (1503-1539) | Isabella van Portugal (1503-1539) | Isabella van Portugal (1503-1539) |                                   |                                   | Keizer Maximiliaan II (1527-1576) | Keizer Maximiliaan II (1527-1576) | Keizer Maximiliaan II (1527-1576)     | Keizer Maximiliaan II (1527-1576)     | Keizer Maximiliaan II (1527-1576)     | Keizer Maximiliaan II (1527-1576)     | Maria van Spanje (1528-1603)          | Maria van Spanje (1528-1603)          | Maria van Spanje (1528-1603) | Maria van Spanje (1528-1603) | Maria van Spanje (1528-1603)     | Maria van Spanje (1528-1603)     |                                  |                                  | Keizer Ferdinand I (1503-1564)   | Keizer Ferdinand I (1503-1564)   | Keizer Ferdinand I (1503-1564) | Keizer Ferdinand I (1503-1564) | Keizer Ferdinand I (1503-1564)       | Keizer Ferdinand I (1503-1564)       | Anna van Bohemen en Hongarije (1503-1547) | Anna van Bohemen en Hongarije (1503-1547) | Anna van Bohemen en Hongarije (1503-1547) | Anna van Bohemen en Hongarije (1503-1547) | Anna van Bohemen en Hongarije (1503-1547) | Anna van Bohemen en Hongarije (1503-1547) |                                             |                                             | Albrecht V van Beieren (1528-1579)          | Albrecht V van Beieren (1528-1579)          | Albrecht V van Beieren (1528-1579)          | Albrecht V van Beieren (1528-1579)          | Albrecht V van Beieren (1528-1579) | Albrecht V van Beieren (1528-1579) | Anna van Oostenrijk (1528-1590)       | Anna van Oostenrijk (1528-1590)       | Anna van Oostenrijk (1528-1590)       | Anna van Oostenrijk (1528-1590)       | Anna van Oostenrijk (1528-1590)       | Anna van Oostenrijk (1528-1590)       |  |  |  |  |  |  |  |  |  |  |  |  |  |  |  |  |  |  |  |  |  |  |  |  |  |  |  |  |  |  |  |  |  |  |  |  |  |  |  |  |  |  |  |  |  |  |  |  |
| Keizer Karel V (1500-1558)      | Keizer Karel V (1500-1558)      | Keizer Karel V (1500-1558)      | Keizer Karel V (1500-1558)      | Keizer Karel V (1500-1558)       | Keizer Karel V (1500-1558)       | Isabella van Portugal (1503-1539) | Isabella van Portugal (1503-1539) | Isabella van Portugal (1503-1539) | Isabella van Portugal (1503-1539) | Isabella van Portugal (1503-1539) | Isabella van Portugal (1503-1539) |                                   |                                   | Keizer Maximiliaan II (1527-1576) | Keizer Maximiliaan II (1527-1576) | Keizer Maximiliaan II (1527-1576)     | Keizer Maximiliaan II (1527-1576)     | Keizer Maximiliaan II (1527-1576)     | Keizer Maximiliaan II (1527-1576)     | Maria van Spanje (1528-1603)          | Maria van Spanje (1528-1603)          | Maria van Spanje (1528-1603) | Maria van Spanje (1528-1603) | Maria van Spanje (1528-1603)     | Maria van Spanje (1528-1603)     |                                  |                                  | Keizer Ferdinand I (1503-1564)   | Keizer Ferdinand I (1503-1564)   | Keizer Ferdinand I (1503-1564) | Keizer Ferdinand I (1503-1564) | Keizer Ferdinand I (1503-1564)       | Keizer Ferdinand I (1503-1564)       | Anna van Bohemen en Hongarije (1503-1547) | Anna van Bohemen en Hongarije (1503-1547) | Anna van Bohemen en Hongarije (1503-1547) | Anna van Bohemen en Hongarije (1503-1547) | Anna van Bohemen en Hongarije (1503-1547) | Anna van Bohemen en Hongarije (1503-1547) |                                             |                                             | Albrecht V van Beieren (1528-1579)          | Albrecht V van Beieren (1528-1579)          | Albrecht V van Beieren (1528-1579)          | Albrecht V van Beieren (1528-1579)          | Albrecht V van Beieren (1528-1579) | Albrecht V van Beieren (1528-1579) | Anna van Oostenrijk (1528-1590)       | Anna van Oostenrijk (1528-1590)       | Anna van Oostenrijk (1528-1590)       | Anna van Oostenrijk (1528-1590)       | Anna van Oostenrijk (1528-1590)       | Anna van Oostenrijk (1528-1590)       |  |  |  |  |  |  |  |  |  |  |  |  |  |  |  |  |  |  |  |  |  |  |  |  |  |  |  |  |  |  |  |  |  |  |  |  |  |  |  |  |  |  |  |  |  |  |  |  |
|                                 |                                 |                                 |                                 |                                  |                                  |                                   |                                   |                                   |                                   |                                   |                                   |                                   |                                   |                                   |                                   |                                       |                                       |                                       |                                       |                                       |                                       |                              |                              |                                  |                                  |                                  |                                  |                                  |                                  |                                |                                |                                      |                                      |                                           |                                           |                                           |                                           |                                           |                                           |                                             |                                             |                                             |                                             |                                             |                                             |                                    |                                    |                                       |                                       |                                       |                                       |                                       |                                       |  |  |  |  |  |  |  |  |  |  |  |  |  |  |  |  |  |  |  |  |  |  |  |  |  |  |  |  |  |  |  |  |  |  |  |  |  |  |  |  |  |  |  |  |  |  |  |  |
|                                 |                                 |                                 |                                 | Filips II van Spanje (1527–1598) | Filips II van Spanje (1527–1598) | Filips II van Spanje (1527–1598)  | Filips II van Spanje (1527–1598)  | Filips II van Spanje (1527–1598)  | Filips II van Spanje (1527–1598)  |                                   |                                   |                                   |                                   |                                   |                                   | Anna van Oostenrijk (1549-1580)       | Anna van Oostenrijk (1549-1580)       | Anna van Oostenrijk (1549-1580)       | Anna van Oostenrijk (1549-1580)       | Anna van Oostenrijk (1549-1580)       | Anna van Oostenrijk (1549-1580)       |                              |                              |                                  |                                  |                                  |                                  |                                  |                                  |                                |                                | Karel II van Oostenrijk (1540-1590)  | Karel II van Oostenrijk (1540-1590)  | Karel II van Oostenrijk (1540-1590)       | Karel II van Oostenrijk (1540-1590)       | Karel II van Oostenrijk (1540-1590)       | Karel II van Oostenrijk (1540-1590)       |                                           |                                           |                                             |                                             |                                             |                                             | Maria Anna van Beieren (1551-1608)          | Maria Anna van Beieren (1551-1608)          | Maria Anna van Beieren (1551-1608) | Maria Anna van Beieren (1551-1608) | Maria Anna van Beieren (1551-1608)    | Maria Anna van Beieren (1551-1608)    |                                       |                                       |                                       |                                       |  |  |  |  |  |  |  |  |  |  |  |  |  |  |  |  |  |  |  |  |  |  |  |  |  |  |  |  |  |  |  |  |  |  |  |  |  |  |  |  |  |  |  |  |  |  |  |  |
|                                 |                                 |                                 |                                 | Filips II van Spanje (1527–1598) | Filips II van Spanje (1527–1598) | Filips II van Spanje (1527–1598)  | Filips II van Spanje (1527–1598)  | Filips II van Spanje (1527–1598)  | Filips II van Spanje (1527–1598)  |                                   |                                   |                                   |                                   |                                   |                                   | Anna van Oostenrijk (1549-1580)       | Anna van Oostenrijk (1549-1580)       | Anna van Oostenrijk (1549-1580)       | Anna van Oostenrijk (1549-1580)       | Anna van Oostenrijk (1549-1580)       | Anna van Oostenrijk (1549-1580)       |                              |                              |                                  |                                  |                                  |                                  |                                  |                                  |                                |                                | Karel II van Oostenrijk (1540-1590)  | Karel II van Oostenrijk (1540-1590)  | Karel II van Oostenrijk (1540-1590)       | Karel II van Oostenrijk (1540-1590)       | Karel II van Oostenrijk (1540-1590)       | Karel II van Oostenrijk (1540-1590)       |                                           |                                           |                                             |                                             |                                             |                                             | Maria Anna van Beieren (1551-1608)          | Maria Anna van Beieren (1551-1608)          | Maria Anna van Beieren (1551-1608) | Maria Anna van Beieren (1551-1608) | Maria Anna van Beieren (1551-1608)    | Maria Anna van Beieren (1551-1608)    |                                       |                                       |                                       |                                       |  |  |  |  |  |  |  |  |  |  |  |  |  |  |  |  |  |  |  |  |  |  |  |  |  |  |  |  |  |  |  |  |  |  |  |  |  |  |  |  |  |  |  |  |  |  |  |  |
|                                 |                                 |                                 |                                 |                                  |                                  |                                   |                                   |                                   |                                   | Filips III van Spanje (1578-1621) | Filips III van Spanje (1578-1621) | Filips III van Spanje (1578-1621) | Filips III van Spanje (1578-1621) | Filips III van Spanje (1578-1621) | Filips III van Spanje (1578-1621) |                                       |                                       |                                       |                                       |                                       |                                       |                              |                              |                                  |                                  |                                  |                                  |                                  |                                  |                                |                                |                                      |                                      |                                           |                                           |                                           |                                           | Margaretha van Oostenrijk (1584-1611)     | Margaretha van Oostenrijk (1584-1611)     | Margaretha van Oostenrijk (1584-1611)       | Margaretha van Oostenrijk (1584-1611)       | Margaretha van Oostenrijk (1584-1611)       | Margaretha van Oostenrijk (1584-1611)       |                                             |                                             |                                    |                                    |                                       |                                       |                                       |                                       |                                       |                                       |  |  |  |  |  |  |  |  |  |  |  |  |  |  |  |  |  |  |  |  |  |  |  |  |  |  |  |  |  |  |  |  |  |  |  |  |  |  |  |  |  |  |  |  |  |  |  |  |
|                                 |                                 |                                 |                                 |                                  |                                  |                                   |                                   |                                   |                                   | Filips III van Spanje (1578-1621) | Filips III van Spanje (1578-1621) | Filips III van Spanje (1578-1621) | Filips III van Spanje (1578-1621) | Filips III van Spanje (1578-1621) | Filips III van Spanje (1578-1621) |                                       |                                       |                                       |                                       |                                       |                                       |                              |                              |                                  |                                  |                                  |                                  |                                  |                                  |                                |                                |                                      |                                      |                                           |                                           |                                           |                                           | Margaretha van Oostenrijk (1584-1611)     | Margaretha van Oostenrijk (1584-1611)     | Margaretha van Oostenrijk (1584-1611)       | Margaretha van Oostenrijk (1584-1611)       | Margaretha van Oostenrijk (1584-1611)       | Margaretha van Oostenrijk (1584-1611)       |                                             |                                             |                                    |                                    |                                       |                                       |                                       |                                       |                                       |                                       |  |  |  |  |  |  |  |  |  |  |  |  |  |  |  |  |  |  |  |  |  |  |  |  |  |  |  |  |  |  |  |  |  |  |  |  |  |  |  |  |  |  |  |  |  |  |  |  |
|                                 |                                 |                                 |                                 |                                  |                                  |                                   |                                   |                                   |                                   |                                   |                                   |                                   |                                   |                                   |                                   |                                       |                                       |                                       |                                       |                                       |                                       |                              |                              |                                  |                                  |                                  |                                  |                                  |                                  |                                |                                |                                      |                                      |                                           |                                           |                                           |                                           |                                           |                                           |                                             |                                             |                                             |                                             |                                             |                                             |                                    |                                    |                                       |                                       |                                       |                                       |                                       |                                       |  |  |  |  |  |  |  |  |  |  |  |  |  |  |  |  |  |  |  |  |  |  |  |  |  |  |  |  |  |  |  |  |  |  |  |  |  |  |  |  |  |  |  |  |  |  |  |  |
|                                 |                                 |                                 |                                 |                                  |                                  |                                   |                                   |                                   |                                   |                                   |                                   |                                   |                                   |                                   |                                   |                                       |                                       |                                       |                                       |                                       |                                       |                              |                              |                                  |                                  |                                  |                                  |                                  |                                  |                                |                                |                                      |                                      |                                           |                                           |                                           |                                           |                                           |                                           |                                             |                                             |                                             |                                             |                                             |                                             |                                    |                                    |                                       |                                       |                                       |                                       |                                       |                                       |  |  |  |  |  |  |  |  |  |  |  |  |  |  |  |  |  |  |  |  |  |  |  |  |  |  |  |  |  |  |  |  |  |  |  |  |  |  |  |  |  |  |  |  |  |  |  |  |
| Anna van Oostenrijk (1601-1666) | Anna van Oostenrijk (1601-1666) | Anna van Oostenrijk (1601-1666) | Anna van Oostenrijk (1601-1666) | Anna van Oostenrijk (1601-1666)  | Anna van Oostenrijk (1601-1666)  |                                   |                                   | Filips IV van Spanje (1605-1665)  | Filips IV van Spanje (1605-1665)  | Filips IV van Spanje (1605-1665)  | Filips IV van Spanje (1605-1665)  | Filips IV van Spanje (1605-1665)  | Filips IV van Spanje (1605-1665)  |                                   |                                   | Maria Anna van Oostenrijk (1606-1646) | Maria Anna van Oostenrijk (1606-1646) | Maria Anna van Oostenrijk (1606-1646) | Maria Anna van Oostenrijk (1606-1646) | Maria Anna van Oostenrijk (1606-1646) | Maria Anna van Oostenrijk (1606-1646) |                              |                              | Karel van Oostenrijk (1607-1632) | Karel van Oostenrijk (1607-1632) | Karel van Oostenrijk (1607-1632) | Karel van Oostenrijk (1607-1632) | Karel van Oostenrijk (1607-1632) | Karel van Oostenrijk (1607-1632) |                                |                                | Ferdinand van Oostenrijk (1609-1641) | Ferdinand van Oostenrijk (1609-1641) | Ferdinand van Oostenrijk (1609-1641)      | Ferdinand van Oostenrijk (1609-1641)      | Ferdinand van Oostenrijk (1609-1641)      | Ferdinand van Oostenrijk (1609-1641)      |                                           |                                           | Margaretha Francisca van Spanje (1610-1617) | Margaretha Francisca van Spanje (1610-1617) | Margaretha Francisca van Spanje (1610-1617) | Margaretha Francisca van Spanje (1610-1617) | Margaretha Francisca van Spanje (1610-1617) | Margaretha Francisca van Spanje (1610-1617) |                                    |                                    | Alfons Maurits van Spanje (1611-1612) | Alfons Maurits van Spanje (1611-1612) | Alfons Maurits van Spanje (1611-1612) | Alfons Maurits van Spanje (1611-1612) | Alfons Maurits van Spanje (1611-1612) | Alfons Maurits van Spanje (1611-1612) |  |  |  |  |  |  |  |  |  |  |  |  |  |  |  |  |  |  |  |  |  |  |  |  |  |  |  |  |  |  |  |  |  |  |  |  |  |  |  |  |  |  |  |  |  |  |  |  |